# Football Alliance
Football Alliance – rozgrywki piłkarskie w Anglii, przeznaczone dla męskich drużyn, organizowane w latach 1889–1892.
Powstały jako konkurencja dla rozgrywek Football League, utworzonej w 1888 r. Podobnie jak w przypadku Football League, Football Alliance skupiały 12 klubów piłkarskich, a także obejmowały obszar północno-zachodniej Anglii (jednak rozszerzony o miasta Grimsby, Sheffield oraz Sunderland). Ich pierwszym zwycięzcą został zespół The Wednesday (dziś Sheffield Wednesday).
Pomimo że zmagania Football Alliance oraz Football League były od siebie w niezależne, te pierwsze traktowano jako podrzędne wobec drugich. Zespoły, które były wykluczane z rozgrywek Football League, przyjmowano do Football Alliance ("spadek" Stoke F.C. w 1890 r.), zaś najsilniejsze kluby Football Alliance regularnie wnioskowały o przyjęcie do Football League ("promocja" Stoke F.C. oraz Darwen F.C. w 1891 r.).
W 1892 r. zdecydowano o połączeniu obydwu rozgrywek, polegającym de facto na wchłonięciu Football Alliance przez Football League. Football League, rozszerzone o zespoły występujące dotychczas w Football Alliance, podzielono na dwie dywizje. Pierwszą (First Division) utworzyły kluby członkowskie Football League oraz trzy - uznawane za najsilniejsze - kluby Football Alliance. Pozostałe kluby Football Alliance utworzyły zaś drugą dywizję Football League (Second Division).

## Kluby występujące w Football Alliance
| Klub                   | Sezon   | Sezon   | Sezon   |
| ---------------------- | ------- | ------- | ------- |
| Klub                   | 1889-90 | 1890-91 | 1891-92 |
| Ardwick                |         |         | X       |
| Birmingham St George's | X       | X       | X       |
| Bootle                 | X       | X       | X       |
| Burton Swifts          |         |         | X       |
| Crewe Alexandra        | X       | X       | X       |
| Darwen                 | X       | X       |         |
| Grimsby Town           | X       | X       | X       |
| Lincoln City           |         |         | X       |
| Long Eaton Rangers     | X       |         |         |
| Newton Heath           | X       | X       | X       |
| Nottingham Forest      | X       | X       | X       |
| The Wednesday          | X       | X       | X       |
| Small Heath            | X       | X       | X       |
| Stoke                  |         | X       |         |
| Sunderland Albion      | X       | X       |         |
| Walsall Town Swifts    | X       | X       | X       |

## Zwycięzcy rozgrywek Football Alliance
| Sezon   | Drużyna           |
| ------- | ----------------- |
| 1889-90 | The Wednesday     |
| 1890-91 | Stoke             |
| 1891-92 | Nottingham Forest |